# 체코슬로바키언 울프독

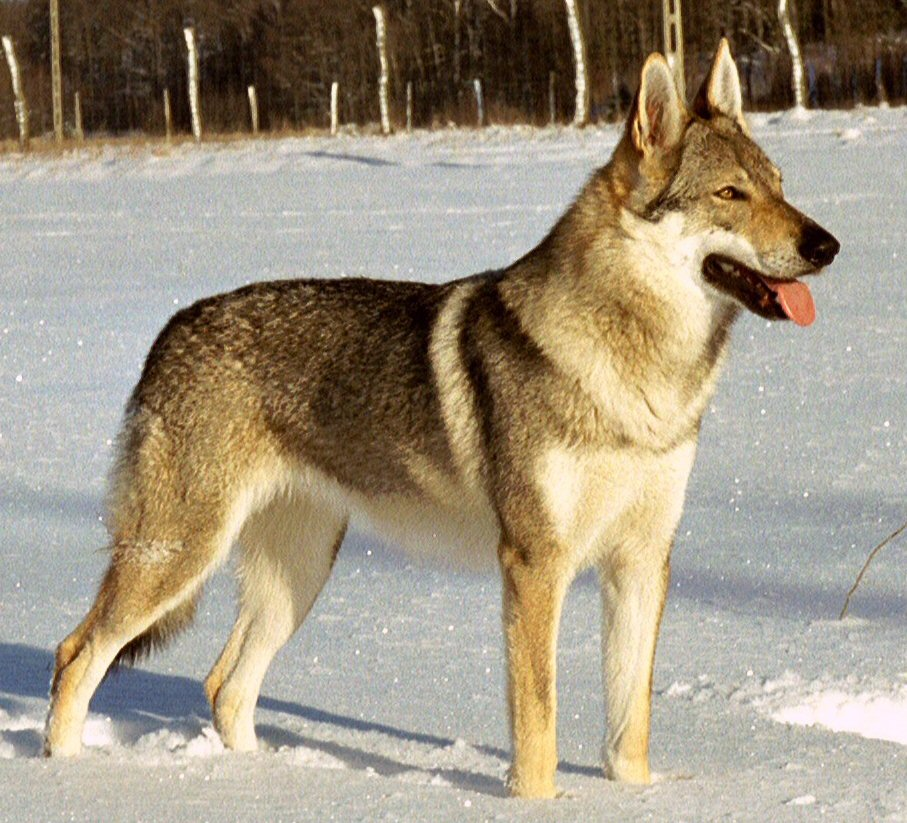

체코슬로바키언 울프독(Czechoslovakian Wolfdog)은 1955년 체코슬로바키아에서 진행된 실험으로 시작된 늑대개의 품종이다.
처음에 저먼 셰퍼드를 카르파티아 회색 늑대와 함께 사육한 후, 저먼 셰퍼드의 기질, 집단적 사고방식, 훈련 가능성과 카르파티아 늑대의 힘, 신체적 구조 및 체력을 갖춘 품종을 만들기 위한 계획이 수립되었다. 이 품종은 원래 국경 순찰견으로 사용되었지만 나중에 유럽과 미국에서 수색 및 구조, 슈츠훈트 스포츠, 추적, 목축, 민첩성, 복종, 사냥 및 제도에도 사용되었다.
1982년 체코슬로바키아에서 공식적으로 국가 품종으로 인정받았고, 1989년 FCI(국제애견연맹)에 의해 공식 품종으로 인정되었다.